# Подгорное (Белгород-Днестровский район)
Подгорное (укр. Підгірне) — село, относится к Белгород-Днестровскому району Одесской области Украины.
Население по переписи 2001 года составляло 644 человека. Почтовый индекс — 67741. Телефонный код — 4849. Занимает площадь 1,73 км².

## История
В 1945 г. Указом ПВС УССР село Бабей переименовано в Подгорное.

## Местный совет
67790, Одесская обл., Белгород-Днестровский р-н, с. Подгорное, ул. Пушкина, 63